# Медведовка (Ершичский район)
Медведовка — деревня в Ершичском районе Смоленской области России. Входит в состав Ершичского сельского поселения. Население — 65 жителей (2007 год). 
Расположена в южной части области в 4 км к западу от Ершичей, в 24 км южнее автодороги А101 Москва — Варшава («Старая Польская» или «Варшавка»). В 22 км севернее деревни расположена железнодорожная станция Самолюбовка на линии Рославль — Кричев. 

## История
В годы Великой Отечественной войны деревня была оккупирована гитлеровскими войсками в августе 1941 года, освобождена в сентябре 1943 года.